# Forchheim (Emmendingeni járás)
Forchheim település Németországban, azon belül Baden-Württembergben. Lakosainak száma 1456 fő (2023. december 31.).

## Népesség
A település népessége az elmúlt években az alábbi módon változott:
| Lakosok száma | 1096 | 1057 | 1033 | 991  | 1042 | 1059 | 1247 | 1254 | 1375 | 1456 |
|               | 1961 | 1967 | 1974 | 1980 | 1987 | 1993 | 2000 | 2006 | 2013 | 2023 |